# Lasionycta coracina
Lasionycta coracina là một loài bướm đêm thuộc họ Noctuidae. Nó được tìm thấy ở dãy núi Richardson và British ở miền bắc Yukon, adjacent Northwest Territories, và Cape Thompson ở tây bắc Alaska.
Sải cánh dài 23–30 mm đối với con đực và 24–31 mm đối với con cái. Con trưởng thành bay từ cuối tháng 6 đến đầu tháng 8.
The adults feed on Saxifraga species.